# سمكة المهرج عريضة الحزام
سمكة المهرج عريضة الحزام (الإسم العلمي:Amphiprion latezonatus)، هو نوع من الأسماك يتبع جنس سمكة المهرج من فصيلة البوماسنتريدي.